# Harvard Business Review
L'Harvard Business Review nasce nel 1922 come progetto editoriale della Harvard Business School e dei suoi studenti.

## Storia
Nella prima pubblicazione, il preside della Harvard Business School, Wallace B. Donham, descrisse gli obiettivi della rivista nell'articolo An Essential Groundwork for a Broad Esecutive Theory e scrisse che la teoria del business si dovrebbe sviluppare in modo da consentire al manager di imparare dalle altrui esperienze come comportarsi nelle situazioni reali. Altrimenti, il business continuerà ad essere non sistematico, casuale e, per molti, un patetico gioco d'azzardo.
Il Preside Donnham e gli editori credevano che la rivista sarebbe stata un naturale complemento alla scuola. Nei suoi primi anni, la rivista si focalizzava sul trend e lo sviluppo macroeconomico e pubblicava articoli industriali specifici come Are Railroad Freight Rate Structures Obsolete? La rivista conteneva, inoltre, una sezione con i contributi degli studenti che fu interrotta nel 1939. HBR ha iniziato a spostare il suo focus editoriale sul general management dopo la seconda guerra mondiale, quando un crescente numero di manager cominciò ad interessarsi alle tecniche di gestione introdotte dalla General Motors e da altre grandi aziende. Nei successivi tre decenni, la rivista ha continuato perfezionare il suo focus sulle problematiche del general management incontrate dai business leader, presentandosi come la rivista per decision maker. Alcuni tra i principali articoli pubblicati in questo periodo includono Marketing Myopia, Barriers and Gateways to Communication e How Competitive Forces Shape Strategy.
Un importante periodo nella storia della rivista risale alla fine del 1980, quando Theodore Levitt era editore della rivista. Levitt, il professore di HBS, realizzò cambiamenti editoriali e di design tesi a rendere la rivista meno specialistica e più fruibile ad un'audience di general business, con articoli più brevi riguardanti una gamma più ampia di argomenti e l'introduzione di vignette in stile newyorchese.
Originariamente pubblicata da HBS, HBR a partire dal 1993 viene pubblicata dalla Harvard Business School Publishing, una filiale non-profit di Harvard University che pubblica anche casi, libri (grazie alla HBS Press), newsletter e programmi e materiali formativi aziendali. Nel 2001, la rivista ha cambiato la sua periodicità da bimestrale a mensile.
Dal 1959, il McKinsey Award premia, grazie ad un gruppo di giudici indipendenti, i due più significativi articoli di management pubblicati ogni anno.
Alcuni dei vincitori includono guru del management come Peter Drucker che è stato premiato per 7 volte, Theodore Levitt, Michael Porter, Rosabeth Moss Kanter, e C.K. Prahalad.
Nel 2002 si verificò un cambiamento radicale nel management e nello staff editoriale a seguito della scoperta di una relazione tra il Suzy Wetlaufer e l'ex CEO di General Electric Jack Welch. Due editori senior si licenziarono lamentandosi della non eticità della relazione iniziata tra la Wetlaufer e Welch durante la preparazione di un articolo e denunciarono la generazione di un clima inaccettabile in ufficio. La Wetlaufer lascia la redazione l'8 marzo in seguito ad un ulteriore ammonimento da parte del personale rimasto. Tre mesi più tardi, la casa editrice Penelope Muse Abernathy, fu anch'essa costretta a interrompere i rapporti con la rivista.
Il numero di copie di tiratura: Stati Uniti: 240.000; resto del mondo: 250.000, in 11 edizioni nazionali (Cina, Russia, Taiwan, Giappone, Germania, Polonia, Sud America, Ungheria, Italia).
Dal 2006 è stata lanciata l'edizione italiana della rivista con la testata Harvard Business Review Italia.
Tra i mesi di gennaio e febbraio 2017 la rivista è passata da 11 numeri cartacei all'anno a 6 numeri all'anno.